# Racindrof
Racindrof (njemački: Draßmarkt, mađarski: Vámosderecske do 1899. Sopronderecske) je tržni grad u austrijskoj saveznoj državi Gradišće, administrativno pripada Kotaru Gornja Pulja.

## Stanovništvo
Racindrof prema podacima iz 2010. godine ima 1.378 stanovnika. Naselje je 1910. godine imalo 1.138 stanovnika većinom Nijemca.

## Vanjske poveznice
- Internet stranica naselja